# Concert per a piano núm. 12 (Mozart)
El Concert per a piano núm. 12 en la major, K. 414 (385p), també conegut com el «Petit concert en la major», és una composició de Wolfgang Amadeus Mozart escrita la tardor de 1782 a Viena. Fou el primer d'una sèrie de tres concerts per a piano (juntament amb el Concert núm. 11, K. 413, i el Concert núm. 13, K. 415) que Mozart interpretà en els seus concerts de Quaresma del 1783. Tot i la naturalesa modesta i de la instrumentació d'aquest concert, sobresurt d'entre les primeres produccions de Mozart. Pot semblar que aquests tres primers concerts per a piano vienesos (núm. 11, 12 i 13) representin un retrocés formal en comparació als seus immediats predecessors, especialment si se'ls compara amb el Concert núm. 9, "Jeunehomme", però són precursors de les posteriors obres madures de Mozart.

## Estructura
Està instrumentat per a piano sol, dos oboès, dos fagots (opcional), dues trompes, i corda (violins, violes, cellos, i contrabaixos). Igual que els altres dos concerts que va escriure Mozart en arribar a Viena, es tracta d'una obra modesta que també pot ser interpretada amb un quartet de corda i piano (indicació "a quattro").
Consta de tres moviments:
1. Allegro, en la major
2. Andante, en re major
3. Allegretto, en la major

El segon moviment destaca per la seva relació temàtica amb una obertura de Johann Christian Bach, La calamita de cuori; cal recordar que J. C. Bach fou un antic educador de Mozart a Londres, i havia mort l'1 de gener de 1782. Quan Mozart s'assabentà de la mort de Bach va escriure al seu pare dient-li entre altres coses: 'quina calamitat per al món musical!'. Podem escoltar l'Andante com un epitafi musical del jove Mozart cap al vell mestre.
El Rondó per a piano i orquestra en la major (Mozart), K. 386, ha estat considerat per diversos experts com un final alternatiu a l'obra; però aquest Rondó no pot ser interpretat a quattro, i la partitura autògrafa mostra que el Finale habitual comença a la mateixa pàgina on acaba el moviment lent.